# Boston Society of Film Critics Award per il miglior film
Il Boston Society of Film Critics Award per il miglior film (BSFC Award for Best Film) è un premio assegnato annualmente dai membri del Boston Society of Film Critics al miglior film distribuito negli Stati Uniti nel corso dell'anno, fatto eccezione in alcuni casi.

## Albo d'oro

### Anni 1980
- 1980: Toro scatenato (Raging Bull), regia di Martin Scorsese
- 1981: Pixote - la legge del più debole (Pixote: A Lei do Mais Fraco), regia di Héctor Babenco
- 1982: E.T. l'extra-terrestre (E.T. the Extra-Terrestrial), regia di Steven Spielberg
- 1983: La notte di San Lorenzo, regia di Paolo e Vittorio Taviani
- 1984: Urla del silenzio (The Killing Fields), regia di Roland Joffé
- 1985: Ran (Ran), regia di Akira Kurosawa
- 1986: Velluto blu (Blue Velvet), regia di David Lynch
- 1987: Anni '40 (Hope and Glory), regia di John Boorman
- 1988: Bull Durham - Un gioco a tre mani (Bull Durham), regia di Ron Shelton
- 1989: Crimini e misfatti (Crimes and Misdemeanors), regia di Woody Allen

### Anni 1990
- 1990: Quei bravi ragazzi (Goodfellas), regia di Martin Scorsese
- 1991: Il silenzio degli innocenti (The Silence of the Lambs), regia di Jonathan Demme
- 1992: Gli spietati (Unforgiven), regia di Clint Eastwood
- 1993: Schindler's List - La lista di Schindler (Schindler's List), regia di Steven Spielberg
- 1994: Pulp Fiction (Pulp Fiction), regia di Quentin Tarantino
- 1995: Ragione e sentimento (Sense and Sensibility), regia di Ang Lee
- 1996: Trainspotting, regia di Danny Boyle
- 1997: L.A. Confidential, regia di Curtis Hanson
- 1998: Out of Sight, regia di Steven Soderbergh
- 1999: Three Kings, regia di David O. Russell

### Anni 2000
- 2000: Quasi famosi (Almost Famous), regia di Cameron Crowe
- 2001: Mulholland Drive (Mulholland Dr.), regia di David Lynch
- 2002: Il pianista (The Pianist), regia di Roman Polański
- 2003: Mystic River, regia di Clint Eastwood
- 2004: Sideways - In viaggio con Jack (Sideways), regia di Alexander Payne
- 2005: I segreti di Brokeback Mountain (Brokeback Mountain), regia di Ang Lee
- 2006: The Departed - Il bene e il male (The Departed), regia di Martin Scorsese
- 2007: Non è un paese per vecchi (No Country for Old Men), regia di Ethan Coen e Joel Coen
- 2008: 
  - The Millionaire (Slumdog Millionaire), regia di Danny Boyle
  - WALL•E, regia di Andrew Stanton
- 2009: The Hurt Locker, regia di Kathryn Bigelow

### Anni 2010
- 2010: The Social Network, regia di David Fincher
- 2011: The Artist, regia di Michel Hazanavicius
- 2012: Zero Dark Thirty, regia di Kathryn Bigelow
- 2013: 12 anni schiavo (12 Years a Slave), regia di Steve McQueen
- 2014: Boyhood, regia di Richard Linklater
- 2015: Il caso Spotlight (Spotlight), regia di Tom McCarthy
- 2016: La La Land, regia di Damien Chazelle
- 2017: Il filo nascosto (Phantom Thread), regia di Paul Thomas Anderson
- 2018: Se la strada potesse parlare (If Beale Street Could Talk), regia di Barry Jenkins
- 2019: Piccole donne (Little Women), regia di Greta Gerwig

### Anni 2020
- 2020: Nomadland, regia di Chloé Zhao
- 2021: Drive My Car, regia di Ryūsuke Hamaguchi[2][3]
- 2022: Ritorno a Seoul (Retour à Séoul), regia di Davy Chou[4][5][6]
- 2023: The Holdovers - Lezioni di vita (The Holdovers), regia di Alexander Payne[7][8]
- 2024: Anora, regia di Sean Baker